# Salvation (Fernsehserie)
Salvation (englisch für ‚Errettung‘) ist eine US-amerikanische Fernsehserie. Sie wurde vom Sender CBS ab dem 12. Juli 2017 ausgestrahlt, und im Oktober 2017 für eine zweite, erneut 13 Folgen umfassende Staffel verlängert, welche im Sommer 2018 ausgestrahlt wurde.
Seit 30. September 2018 ist die Serie in Deutschland bei Netflix abrufbar. Im November 2018 hat CBS die Serie nach zwei Staffeln eingestellt.

## Inhalt
Die Serie konzentriert sich auf die Auswirkungen der Entdeckung eines Asteroiden, der die Erde in nur sechs Monaten kritisch treffen und die Menschheit auslöschen wird, und die Versuche, diesen Einschlag zu verhindern. Erwartungsgemäß gibt es Personen und Gruppierungen, die ihre eigenen Interessen verfolgen und die Bestrebungen der Hauptakteure unterwandern. Die Serie endet nach zwei Staffeln mit einem Cliffhanger.

## Entstehung
Die Serie befand sich ursprünglich bereits seit Sommer 2013 beim Sender CBS in Entwicklung, erhielt zum damaligen Zeitpunkt allerdings weder Serienbestellung noch Pilotproduktion. Die deutsche Synchronisation entsteht durch die Synchronfirma FFS Film- & Fernseh-Synchron GmbH in München nach einem Dialogbuch und unter der Dialogregie von Madeleine Stolze.
| Figur          | Darsteller        | Deutscher Sprecher |
| -------------- | ----------------- | ------------------ |
| Darius Tanz    | Santiago Cabrera  | Jaron Löwenberg    |
| Grace Barrows  | Jennifer Finnigan | Melanie Manstein   |
| Liam Cole      | Charlie Rowe      | Felix Mayer        |
| Jillian Hayes  | Jacqueline Byers  | Marcia von Rebay   |
| Zoe Barrows    | Rachel Drance     | Paulina Rümmelein  |
| Amanda Neel    | Shazi Raja        | Regina Beckhaus    |
| Harris Edwards | Ian Anthony Dale  | Frank Schaff       |

| Figur                         | Darsteller         | Deutscher Sprecher |
| ----------------------------- | ------------------ | ------------------ |
| Malcolm Croft                 | Dennis Boutsikaris | Wolfgang Müller    |
| Claire Rayburn                | Erica Luttrell     | Angela Wiederhut   |
| Präsidentin Pauline Mackenzie | Tovah Feldshuh     | Angelika Bender    |
| Dylan Edwards                 | André Dae Kim      |                    |
| Randall Calhoun               | Brian Markinson    |                    |
| (Vize-)Präsident Bennett      | Sasha Roiz         | Jakob Riedl        |
| Hugh Keating                  | Mark Moses         | Walter von Hauff   |
| Daniel Hayes                  | Jeffrey Nordling   |                    |
| Nicholas Tanz                 | John Noble         | Erich Ludwig       |
| Theresa                       | Autumn Reeser      |                    |

## Episodenliste

### Staffel 1
| Nr. (ges.) | Nr. (St.) | Deutscher Titel                      | Originaltitel               | Erstausstrahlung USA | Deutschsprachige Erstausstrahlung (CH) | Regie                   | Drehbuch                        | Zuschauer (USA) |
| ---------- | --------- | ------------------------------------ | --------------------------- | -------------------- | -------------------------------------- | ----------------------- | ------------------------------- | --------------- |
| 1          | 1         | Samson (Pilot)                       | Pilot                       | 12. Juli 2017        | 14. Juni 2018                          | Juan Carlos Fresnadillo | Matt Wheeler                    | 4,90 Mio.       |
| 2          | 2         | Projekt Atlas                        | Another Trip Around the Sun | 19. Juli 2017        | 21. Juni 2018                          | Ken Fink                | Corey Miller                    | 4,28 Mio.       |
| 3          | 3         | Die Wahrheit oder Darius             | Truth or Darius             | 26. Juli 2017        | 28. Juni 2018                          | Stuart Gillard          | Gavin Johannsen & Dennis Saldua | 3,87 Mio.       |
| 4          | 4         | Der menschliche Faktor               | The Human Strain            | 2. Aug. 2017         | 5. Juli 2018                           | Greg Beeman             | Mike Werb                       | 3,61 Mio.       |
| 5          | 5         | Der Maulwurf                         | Keeping the Faith           | 2. Aug. 2017         | 12. Juli 2018                          | Jennifer Lynch          | Angela L. Harvey                | 3,61 Mio.       |
| 6          | 6         | Der Apfel fällt nicht weit vom Stamm | Chip Off the Ol’ Block      | 9. Aug. 2017         | 19. Juli 2018                          | Russell Fine            | Blake Taylor                    | 3,11 Mio.       |
| 7          | 7         | Alarmstufe Rot                       | Seeing Red                  | 16. Aug. 2017        | 26. Juli 2018                          | Robbie Duncan McNeill   | Christina M. Walker             | 2,91 Mio.       |
| 8          | 8         | Liebesgrüße aus Moskau               | From Russia, With Love      | 16. Aug. 2017        | 2. Aug. 2018                           | Nick Gomez              | Dennis Saldua                   | 2,91 Mio.       |
| 9          | 9         | Die Stunde der Patrioten             | Patriot Games               | 23. Aug. 2017        | 9. Aug. 2018                           | Maja Vrvilo             | Gavin Johannsen                 | 3,13 Mio.       |
| 10         | 10        | Staatsstreich                        | Coup de Grace               | 30. Aug. 2017        | 16. Aug. 2018                          | Dan Lerner              | Angela L. Harvey                | 3,44 Mio.       |
| 11         | 11        | Vergeltung                           | All In                      | 6. Sep. 2017         | 23. Aug. 2018                          | Ed Ornelas              | Corey Miller                    | 3,45 Mio.       |
| 12         | 12        | Die Wermut-Prophezeiung              | The Wormwood Prophecy       | 13. Sep. 2017        | 30. Aug. 2018                          | Greg Prange             | Mike Werb                       | 3,51 Mio.       |
| 13         | 13        | Das Komplott                         | The Plot Against America    | 20. Sep. 2017        | 6. Sep. 2018                           | Stuart Gillard          | Liz Kruger & Craig Shapiro      | 3,13 Mio.       |

### Staffel 2
| Nr. (ges.) | Nr. (St.) | Deutscher Titel             | Originaltitel            | Erstausstrahlung USA | Deutschsprachige Erstveröffentlichung (D/A/CH) | Regie               | Drehbuch                         | Zuschauer (USA) |
| ---------- | --------- | --------------------------- | ------------------------ | -------------------- | ---------------------------------------------- | ------------------- | -------------------------------- | --------------- |
| 14         | 1         | Fall-out                    | Fall Out                 | 25. Juni 2018        | 26. Dez. 2019                                  | Stuart Gillard      | Liz Kruger & Craig Shapiro       | 3,36 Mio.       |
| 15         | 2         | Entspannung                 | Détente                  | 2. Juli 2018         | 26. Dez. 2019                                  | Ken Fink            | Gavin Johannsen                  | 3,11 Mio.       |
| 16         | 3         | Schuld und Sühne            | Crimes and Punishment    | 9. Juli 2018         | 26. Dez. 2019                                  | Maja Vrvilo         | Mike Werb                        | 2,57 Mio.       |
| 17         | 4         | Unteilbar                   | Indivisible              | 16. Juli 2018        | 26. Dez. 2019                                  | Dan Lerner          | Damani Johnson                   | 2,53 Mio.       |
| 18         | 5         | Abriegelung des White House | White House Down         | 23. Juli 2018        | 26. Dez. 2019                                  | Douglas Aarniokoski | Carolyn Townsend                 | 2,57 Mio.       |
| 19         | 6         | Die Dinge laufen lassen     | Let the Chips Fall       | 30. Juli 2018        | 26. Dez. 2019                                  | Greg Prange         | K.D. Dávila                      | 2,60 Mio.       |
| 20         | 7         | Der Wahnsinn von König Tanz | The Madness of King Tanz | 6. Aug. 2018         | 26. Dez. 2019                                  | Nick Gomez          | Blake Taylor                     | 2,44 Mio.       |
| 21         | 8         | Die Augen öffnen            | Abre Sus Ojos            | 13. Aug. 2018        | 26. Dez. 2019                                  | Tessa Blake         | Steven Maeda                     | 2,62 Mio.       |
| 22         | 9         | Botschafter der Angst       | The Manchurian Candidate | 20. Aug. 2018        | 26. Dez. 2019                                  | Tessa Blake         | Damani Johnson & Gavin Johannsen | 2,53 Mio.       |
| 23         | 10        | Gefangene                   | Prisoners                | 27. Aug. 2018        | 26. Dez. 2019                                  | Joe Gallagher       | Mark Kruger                      | 2,56 Mio.       |
| 24         | 11        | Freudentag                  | Celebration Day          | 3. Sep. 2018         | 26. Dez. 2019                                  | Stuart Gillard      | Carolyn Townsend                 | 2,43 Mio.       |
| 25         | 12        | Der letzte Ausweg           | Hail Marry               | 10. Sep. 2018        | 26. Dez. 2019                                  | Joe Gallagher       | Jeffrey Lieber & K.D. Dávila     | 2,74 Mio.       |
| 26         | 13        | Sei bereit                  | Get Ready                | 17. Sep. 2018        | 26. Dez. 2019                                  | Liz Kruger          | Liz Kruger and Craig Shapiro     | 2,61 Mio.       |